# Rostbrynad vireo
Rostbrynad vireo (Cyclarhis gujanensis) är en tätting i familjen vireor.

## Kännetecken
Den vuxna rostbrynade vireon är 15 centimeter lång och väger 28 gram. Den är tjockhövdad med en törnskateliknande näbb. Huvudet är grått med ett starkt rödbrunt ögonbryn. Överdelarna är gröna och den gula halsen och bröstet skärmar av till den vita magen. Sydliga individer är mörkare med ett smalare ögonbryn.
Sången är en visslad fras med rytmen Do you wash every week?, men varje fågel har individuella variationer. Den hörs ofta men är svår att se då den äter insekter och spindlar högt upp i lövverket.

## Utbredning och levnadssätt
Fågeln häckar i öppen skogsmark och jordbruksmark med spridda höga träd, från Mexiko och Trinidad söderut till Argentina och Uruguay. Boet är en bräcklig, djupt skålformad konstruktion högt uppe i ett träd. Honan lägger vanligen två eller tre rosavita ägg, lätt fläckade med brunt, per häckning.

### Underarter
Rostbrynad vireo delas in i hela 21 underarter med följande utbredning:
- gujanensis-gruppen
  - Cyclarhis gujanensis flaviventris – östra Mexiko (San Luis Potosí) till östra Guatemala och norra Honduras
  - Cyclarhis gujanensis yucatanensis – sydlstra Mexiko (Yucatánhalvön) samt Petén i norra Guatemala
  - Cyclarhis gujanensis nicaraguae – södra Mexiko (Chiapas) och Guatemala till Nicaragua
  - Cyclarhis gujanensis subflavescens – Stillahavssluttningen i Costa Rica och västra Panama
  - Cyclarhis gujanensis perrygoi – västcentrala Panama (Coclé till östligaste Veraguas)
  - Cyclarhis gujanensis flavens – kustnära östra Panama
  - Cyclarhis gujanensis coibae – Isla Coiba utanför Panama
  - Cyclarhis gujanensis cantica – norra Colombias tropiska kust mot Karibien samt Magdalenadalen
  - Cyclarhis gujanensis flavipectus – nordöstra Venezuela (Paríahalvön) samt Trinidad
  - Cyclarhis gujanensis parva – östra Andernas östsluttning i Colombia och västra Venezuela
  - Cyclarhis gujanensis gujanensis – östra Colombia till Guyanaregionen, Amazonområdet i Brasilien, östra Peru och nordöstra Bolivia
  - Cyclarhis gujanensis pax – yungas i Bolivia (La Paz)
  - Cyclarhis gujanensis dorsalis – högländer i centrala Bolivia
  - Cyclarhis gujanensis tarijae – sydostligaste (Tarija) samt nordvästra Argentina (Jujuy)
- Cyclarhis gujanensis insularis – Cozumel utanför sydöstra Mexiko (Quintana Roo)
- virenticeps-gruppen
  - Cyclarhis gujanensis virenticeps – Stillahavssluttningen i Ecuador och nordvästra Peru
  - Cyclarhis gujanensis contrerasi – bergstrakter i norra Peru (söderut till La Libertad och San Martín)
  - Cyclarhis gujanensis saturata – norra Peru (övre Marañóndalen öster om västra Anderna)
- viridis/cearensis-gruppen
  - Cyclarhis gujanensis cearensis – platån i östra Brasilien
  - Cyclarhis gujanensis viridis – Gran Chaco i Paraguay och norra Argentina
- Cyclarhis gujanensis ochrocephala – sydöstra Brasilien till Uruguay, östra Paraguay och nordöstra Argentina

## Status och hot
Arten har ett stort utbredningsområde och tros öka i antal. Internationella naturvårdsunionen IUCN listar den därför som livskraftig (LC).